# Морилос
Морилос (на гръцки: Μόρρυλος; на латински: Moryllos) е античен град в Крестония, локализиран край кукушкото село Горно Постолар (Ано Апостоли), Гърция.

## Описание
Селището е разположено на хълм северозападно от Горно Постолар. Разкопките разкриват част от баня, стени на сгради, както и статуии на семейството на Асклепий и явно в града се е намирало светилище на Асклепий. Най-важните находки са надписът на Алкета и надписът на Парамон в чест на Морилос Парамон и неговия принос към жителите и поклонниците на светилището. За важни се считат също епитафията и гравираната върху камък стела, която представлява географската граница на град Морилос.
Идентификацията с Морилос е направена въз основа на епиграфските находки.
В 1996 година селището е обявено за защитен археологически паметник.